# Bianca Andreescu
Bianca Vanessa Andreescu (Mississauga, Kanada, 16. lipnja 2000.) kanadska je tenisačica rumunjskoga podrijetla.

## Životopis
Rođena je u Mississaugi, Kanadi, 16. lipnja 2000. roditeljima rumunjskoga podrijetla.
Profesionalnu karijeru je započela 2017. godine. Najbolji plasman Andreescu na WTA listi je 5. mjesto koje drži od 9. rujna 2019. godine. Osvojila je ukupno po jednu WTA titulu u pojedinačnoj konkurenciji i u konkurenciji parova. 
Prvi veći turnir je osvojila u Indian Wellsu 2019. godine, pobijedivši u finalu bivšu prvu igračicu svijeta Angelique Kerber s 2:1. U kolovozu 2019. godine osvojila je Kanada Masters, nako što joj je Serena Williams predala meč. Postala je prva Kanađanka koja je osvojila Kanada Masters u posljednjih 50 godina.
Osvojila je i US Open 2019. godine pobijedivši Serenu Williams u finalu.

## Statistika

### Finala Grand Slam turnira

#### Pojedinačno (1 naslov)
| Rezultat | Godina | Turnir  | Protivnica          | Rezultat |
| -------- | ------ | ------- | ------------------- | -------- |
| Pobjeda  | 2019.  | US Open | SAD Serena Williams | 6–3, 7–5 |

### Ostali turniri

#### Pojedinačno (2 naslova)
| Rezultat | Godina | Turnir            | Protivnica                | Rezultat      |
| -------- | ------ | ----------------- | ------------------------- | ------------- |
| Pobjeda  | 2019.  | Indian Wells Open | Njemačka Angelique Kerber | 6–4, 3–6, 6–4 |
| Pobjeda  | 2019.  | Kanada Masters    | SAD Serena Williams       | 3–1 pred.     |

## Vanjske poveznice
|  | Zajednički poslužitelj ima još gradiva o temi Bianca Andreescu |

- Profil na web stranici WTA-e